# District de Brest
Le district de Brest est une ancienne division territoriale française du département du Finistère de 1790 à 1795.
Il était composé des cantons de Brest, Brélès, Conquet, Guipavas, Lannilis, Plabennec, Ploudalmézeau, Plouzané et Saint Renan.